# Rāzna
Rāzna (lettisk: Rāznas ezers) er en sø i det østlige Letland i Rēzeknes, Čornajas, Kaunatas og Mākoņkalna pagasts. Søens overflade er på 57,564 kvadratkilometer, hvilket gør søen til Letlands næststørste efter areal, men målt efter søens volumen på 0,405 kubikkilometer er søen den største i Letland. Søen har 10 øer med et samlet areal på 24,60 hektar, dens gennemsnitlige dybde er på syv meter og det dybeste sted er på 17 meter. Rāzna er 12,1 kilometer på dens længste led og søen ligger 163,80 m.o.h. Landsbyerne Lipuški, Zosna og Čornaja ligger ved Rāznas bredder.
Søen og dens omgivelser er beskyttet som Rāzna Nationalpark.